# Eremias
Eremias es un género de lagartos de la familia Lacertidae. Sus especies se distribuyen por el sur de Eurasia.

## Especies

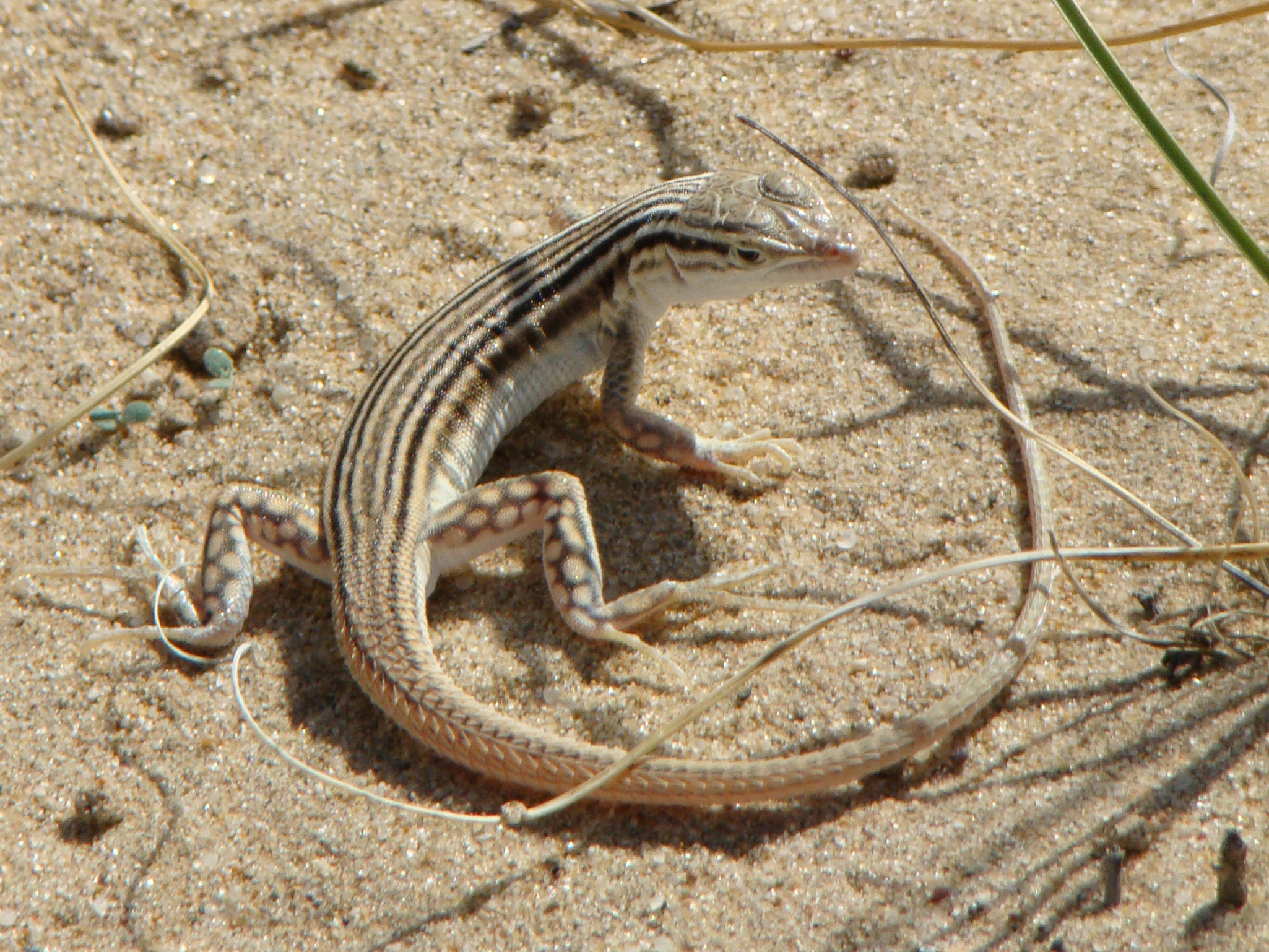
Eremias lineolata
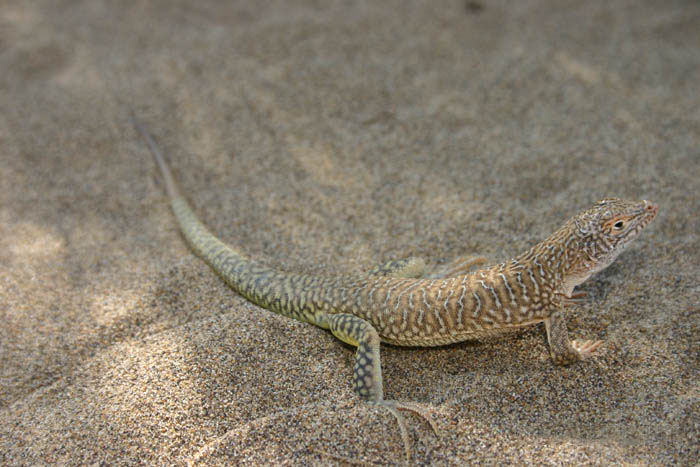
Eremias kavirensis
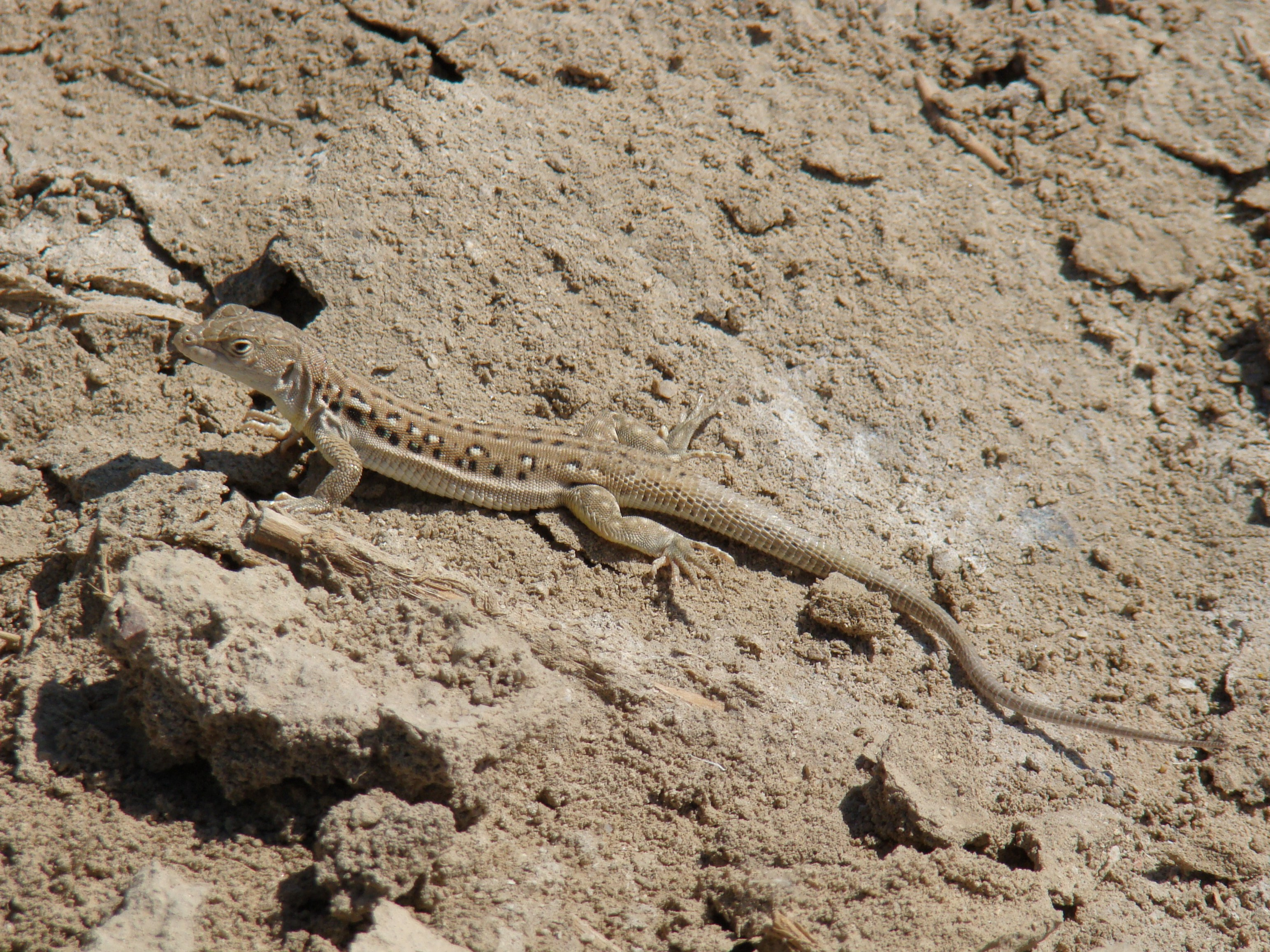
Eremias velox

Se reconocen las siguientes 36 especies:
- Eremias acutirostris (Boulenger, 1887)
- Eremias afghanistanica Böhme & Scerbak, 1991
- Eremias andersoni Darevsky & Szczerbak, 1978
- Eremias argus Peters, 1869
- Eremias arguta (Pallas, 1773)
- Eremias aria Anderson & Leviton, 1967
- Eremias brenchleyi Günther, 1872
- Eremias buechneri Bedriaga, 1906
- Eremias cholistanica Baig & Masroor, 2006
- Eremias fasciata Blanford, 1874
- Eremias graphica Orlova, Rasegar-Pouyani, Rajabizadeh, Nabizadeh, Poyarkov, Melnikov & Nazarov, 2023 [2]
- Eremias grammica (Lichtenstein, 1823)
- Eremias intermedia (Strauch, 1876)
- Eremias kavirensis Mozaffari & Parham, 2007
- Eremias kokshaaliensis Jeremčenko & Panfilov, 1999
- Eremias lalezharica Moravec, 1994
- Eremias lineolata (Nikolsky, 1897)
- Eremias montana Rastegar-Pouyani & Rastegar-Pouyani, 2001
- Eremias multiocellata Günther, 1872
- Eremias nigrocellata Nikolsky, 1896
- Eremias nikolskii Nikolsky, 1905
- Eremias papenfussi Mozaffari, Ahmadzadeh & Parham, 2011
- Eremias persica Blanford, 1875
- Eremias pleskei Nikolsky, 1905
- Eremias przewalskii (Strauch, 1876)
- Eremias pseudofasciata  Orlova, Rasegar-Pouyani, Rajabizadeh, Nabizadeh, Poyarkov, Melnikov & Nazarov, 2023 [2]
- Eremias quadrifrons (Strauch, 1876)
- Eremias regeli Nikolsky, 1905
- Eremias scripta (Strauch, 1867)
- Eremias strauchi Kessler, 1878
- Eremias stummeri Wettstein, 1940
- Eremias suphani Basoglu & Hellmich, 1968
- Eremias szczerbaki Jeremčenko, Panfilov & Zarinenko, 1992
- Eremias velox (Pallas, 1771)
- Eremias vermiculata Blanford, 1875
- Eremias yarkandensis Blanford, 1875